# Omod Okugn
Omod Okugn Chamo (* 20. Mai 2000) ist ein äthiopischer Weitspringer.

## Sportliche Laufbahn
Erste internationale Erfahrungen sammelte Omod Okugn 2018 bei den Afrikameisterschaften in Asaba, bei denen er mit einer Weite von 7,58 m den zehnten Platz belegte. Im Jahr darauf siegte er bei den Juniorenafrikameisterschaften in Abidjan mit 7,35 m und nahm anschließend erstmals an den Afrikaspielen in Rabat teil und gelangte dort mit 7,56 m auf den siebten Platz.
2019 wurde Okugn äthiopischer Meister im Weitsprung.

## Persönliche Bestleistungen
- Weitsprung: 7,68 m, 23. Mai 2018 in Assela